# Łysomice (województwo kujawsko-pomorskie)
Łysomice – wieś w Polsce położona w województwie kujawsko-pomorskim, w powiecie toruńskim, w gminie Łysomice. 
W latach 1975–1998 miejscowość administracyjnie należała do województwa toruńskiego. Obecnie jest siedzibą gminy Łysomice. Według Narodowego Spisu Powszechnego (III 2011 r.) liczyła 1915 mieszkańców. Jest największą miejscowością gminy Łysomice.

## Opis
W Łysomicach znajduje się 
- Centrum rekreacyjne z budynkiem aktywności lokalnej z m.in. Placem zabaw, skateparkiem i Siłownią zewnętrzną.[5]
- Ośrodek zdrowia

## Historia
Pierwsza wzmianka o wsi pochodzi z 1381 r. Zwana była wówczas Poszesdorff. Znajdował się tu folwark krzyżacki należący do komturstwa toruńskiego. W 1429 r. wielki mistrz Paul von Rusdorf wyraził zgodę na zamianę części wsi dokonaną pomiędzy komturem toruńskim, Ludwikiem von Landsee, a mieszczaninem toruńskim, Janem von der Merse. W 1457 r. król Kazimierz Jagiellończyk przekazał wieś radzie miasta Torunia, która w latach następnych ją wydzierżawiała. Dzierżawcami byli, m.in. w 1690 r. Adam Mlekicki, w 1720 r. Jacob Weardt, w 1860 r. Jacob Wolff, a w 1770 r. Martin Spiller. W 1855 r. majątek należał do Lucjana Prądzyńskiego, a od 1862 r. do rodziny Donimirskich. Pod koniec XIX wieku wzniesiono tu obecny pałac (patrz Zabytki).

## Zabytki
- Klasycystyczny pałac Donimirskich[7] (obecnie siedziba Agencji Nieruchomości Rolnych) z 1848 r. (przebudowany w 1971 r.), z dwukondygnacyjnym gankiem kolumnowym, otoczony parkiem krajobrazowym; w otoczeniu pałacu budynki gospodarcze z XIX wieku i początku XX wieku.

W 1944 r. Niemcy wybudowali wokół miejscowości kilka schronów bojowych typu Ringstand 58 c.